# Flästa
Flästa is een plaats in de gemeente Bollnäs in het landschap Hälsingland en de provincie Gävleborgs län in Zweden. De plaats is opgedeeld in twee småorter: Flästa (zuidelijk deel) (Zweeds: Flästa (södra delen)) en Flästa (noordelijk deel) (Zweeds: Flästa (norra delen)). Flästa (zuidelijk deel) heeft 88 inwoners (2005) en een oppervlakte van 31 hectare. Flästa (noordelijk deel) heeft 52 inwoners (2005) en een oppervlakte van 22 hectare.